# Moldávia nos Jogos Olímpicos de Inverno de 1998
A Moldávia competiu nos Jogos Olímpicos de Inverno de 1998, realizados em Nagano, Japão.